# Матвейково (Калязінський район)
Матвейково (рос. Матвейково) — присілок в Калязінському районі Тверської області Російської Федерації.
Населення становить 84 особи. Входить до складу муніципального утворення Алфьоровське сільське поселення.

## Історія
Від 2005 року входило до складу муніципального утворення Алфьоровське сільське поселення.

## Населення
| 2010 |
| ---- |
| 84   |